# Titanijev nitrid
Titanijev nitrid (TiN) je izuzetno tvrdi keramički materijal, koji se često koristi kao tvrda zaštitna prevlaka na titanijevim legurama, čeliku, aluminijskim dijelovima, da štite površinu alata ili konstrukcijskih dijelova od trošenja. Ponekad se koristi i kao nakit, jer svojom bojom i izgledom podsjeća na zlato. Zbog svoje neotrovnosti koristi se i kao prevlaka na medicinskim umetcima, kao što su umjetni kukovi. U većini primjena debljina tankog sloja titanijevog nitrida je manja od 5 μm ili 0,005 mm.

## Svojstva titanijevog nitrida
Neka od glavnih fizikalnih svojstva titanijevog nitrida su:
- Tvrdoća po Vickersu: 8-21 GPa;
- Youngov modul elastičnosti: 251 GPa;
- Koeficijent toplinske vodljivosti: 19,2 W/(m K);
- Koeficijent toplinskog istezanja: 9,35 × 10−6 K−1;
- Prijelazna temperature supravodljivosti: 5,6 K;
- Magnetska osjetljivost: +38×10−6 emu/mol

Titanijev nitrid će oksidirati (gorenje) na 800 °C kod standardne temperature i tlaka. Na sobnoj temperaturi je kemijski stabilan, a nagrizaju ga samo vruće kiseline. Titanijev nitrid ima izvrsna svojstva odbijanja svjetlosti (refleksija), pogotovo za infracrveno zračenje, a svojstva odbijanja svjetlosti su mu slična kao zlatu (Au), što mu daje žućkasto-zlatnu boju. Ovisno o osnovnom materijalu i stupnju završne obrade, titanijev nitrid ima koeficijent trenja između 0,4 i 0,9 (bez podmazivanja). Kristalna rešetka je slična natrijevom kloridu, sa stehiometrijskim odnosom približno 1:1 (titanijev nitrid je termodinamički stabilan i sa stehiometrijskim odnosom između 0,6 do 1,2). Tanki film ili prevlaka titanijevog nitrida kada se ohladi na temperature blizu apsolutne nule, pretvara se u prvi poznati superizolator, kome se električni otpor poveća za oko 100 000 puta.

## Primjena
Najveća primjena titanijevog nitrida je za tvrde prevlake na alatima kod alatnih strojeva, kao što su svrdla za bušenje i glodala, kojima se vijek trajanja povećava za 3 ili više puta. Ponekad se koristi i kao nakit, jer svojom bojom i izgledom podsjeća na zlato. Koristi se i kao ukrasna prevlaka na automobilskim limovima, slično kao niklovanje ili kromiranje limova. Na biciklima i motociklima se koristi na kliznim površinama viličastog ovjesa. Koristi se i za prevlake na kirurskim instrumentima (skalpeli, pile za kosti) zbog svoje neotrovnosti. Zbog svoje neotrovnosti koristi se i kao prevlaka na medicinskim umetcima, kao što su umjetni kukovi. U elektronici se koristi ponekad za električne spojeve zbog dobre električne provodljivosti (30–70 μΩ•cm). U zadnje vrijeme se počeo primjenjivati za poboljšavanje svojstava tranzistora. 

### Površinske prevlake
Tvrde zaštitne prevlake tanki su slojevi materijala koji štite površinu alata ili konstrukcijskih dijelova od trošenja. To je dio tzv. metalurških prevlaka koje općenito karakterizira velika tvrdoća, visoko talište, kemijska otpornost i mali faktor trenja. Za tvorbu tvrdih prevlaka pogodno je više anorganskih (keramičkih) materijala koji se prema vrsti kemijske veze dijele u 3 skupine:
- Al2O3, ZrO2, TiO2 (prevladava ionska veza),
- SiC, AlN, dijamant, B4C (prevladava kovalentna veza),
- TiN, TiC, WC (prevladava metalna veza).

Učinkovitost tvrdih prevlaka može se povećati primjenom višeslojnog prevlačenja. Tvrde (metalurške) prevlake mogu se nanositi po jednom od postupaka koji spadaju u skupinu CVD (kemijsko nanošenje iz parne faze) ili PVD (fizikalno nanošenje iz parne faze). Prvi se postupci obično provode pri znatno višim temperaturama (najčešće od 800 ºC do 1000 ºC), a drugi pri temperaturama 200 ºC do 500 ºC, što je važno za svojstva toplinski otvrdnute podloge (npr. alata, strojnog dijela itd.).

### Prevlačenje u parnoj fazi
U posljednje je vrijeme posebno snažan razvoj i primjena postupaka prevlačenja u parnoj fazi na području izrade konstrukcijskih elemenata i alata u cilju povećanja njihove otpornosti i trajnosti. Osim na području izrade elemenata mikroelektronike i optike, posebno je prisutan razvoj na području tvrdih triboloških slojeva. Prevučeni slojevi na strojnim dijelovima, a posebno na alatima, imaju niži koeficijent trenja i višestruko dulju trajnost nego dijelovi bez prevlačenja.
Postupcima prevlačenja u parnoj fazi nanose se stabilni i tvrdi koji spadaju u podskupine neoksidne keramike (TiC, TiN, TiCN, TiAlN, TiAlCN, B4C, SiC), oksidne keramike (Al2O3, TiO2), metaloorganskih spojeva Me:CH (W97C3), te dijamantu sličnog ugljika ili DLC (engl. Diamond Like Carbon). Postoje postupci kemijskog prevlačenja u parnoj fazi (CVD), fizikalnog prevlačenja u parnoj fazi (PVD), te plazmom potpomognuti postupci kemijskog prevlačenja u parnoj fazi (PA CVD):

#### Postupak kemijskog prevlačenja u parnoj fazi
Postupak kemijskog prevlačenja u parnoj fazi ili CVD (engl. Chemical Vapour Deposition) provodi se pri temperaturama oko 1000 ºC i primjenjuje se najčešće za sinterirane tvrde metale. Budući da je prethodno sinteriranje provedeno na višim temperaturama, pri postupku CVD ne nastaju promjene mikrostrukture i dimenzija. Prevlačenje alatnih čelika po ovom postupku povezano je s tehnološkim poteškoćama, koje su vezane uz potrebu naknadnog kaljenja osnovnog materijala ispod prevlake, pri čemu se dešavaju promjene dimenzija, a nužna je i primjena vakuumskih peći.

#### Postupak fizikalnog prevlačenja u parnoj fazi
Postupak fizikalnog prevlačenja u parnoj fazi ili PVD (engl. Physical Vapour Deposition) provodi se pri znatno nižim temperaturama (oko 500 ºC), što omogućuje prevlačenje alata koji su izrađeni od brzoreznog alatnog čelika i alatnih čelika za topli rad, koji su prethodno kaljeni i popušteni iznad 500 ºC (poboljšanje), te obrađeni na konačne dimenzije. Alati za obradu metala rezanjem (svrdla, glodala), alati za oblikovanje deformacijom (trnovi, matrice), alati za tlačno lijevanje metala (cilindri, kokile), kao i alati za oblikovanje polimernih proizvoda (napose s abrazivnim punilima), najčešći su primjer primjene postupaka prevlačenja tribološkim slojevima. 

#### Postupak kemijskog prevlačenja u parnoj fazi potpomognut plazmom
Postupak kemijskog prevlačenja u parnoj fazi potpomognut plazmom ili PA CVD (engl. Plasma Assisted Chemical Vapour Deposition) uključuje elemente osnovnih procesa svojstvenih za CVD i PVD postupke, što omogućuje sniženje temperature postupka do oko 200 ºC. Time se proširuje primjena i na alatne čelike za hladni rad, koji imaju malu otpornost prema popuštanju, te se popuštaju pri niskim temperaturama.